# 6e armée (Union soviétique)
Pour les articles homonymes, voir 6e armée.
La 6e armée est une unité de l'Armée rouge durant la Grande Guerre patriotique.
Reformée trois fois durant la guerre, et active au sein de l'armée russe jusqu'en 1998, elle a été reformée en 2010.

## Première formation

### Historique opérationnel
Formée dans le district militaire spécial de Kiev, en août ou septembre 1939 ; elle est alors composée du 6e corps de fusiliers (les 41e, 97e et 159e divisions de fusiliers), du 37e corps de fusiliers (80e, 139e et 141e divisions de fusiliers), du 4e corps mécanisé (32e et 8e divisions de tanks, ainsi que la 81e division mécanisée), du 15e corps mécanisé (10e et 37e divisions de tanks, ainsi que la 212e division mécanisée), du 5e corps de cavalerie (les 3e et 14e divisions de cavalerie), ainsi que du 4e et 6e secteurs fortifiés (des tronçons de la ligne Molotov). Elle participe à l'invasion de la Pologne.
Au début de l'opération Barbarossa, elle fait partie du front du Sud-Ouest. stationnée dans la région de Lvov, elle est encerclée et détruite lors de la bataille des frontières. Elle est dissoute le 10 août 1941.

### Liste des commandants
- 28 septembre 1939 - juillet 1940 : Komkor (général commandant du corps d'armée) Filipp Golikov
- 1940 - 10 août 1941 : lieutenant-général Ivan Mouzytchenko, prisonnier de guerre, capturé pendant la bataille d'Ouman.

## Deuxième formation

### Historique opérationnel
Après sa destruction elle est immédiatement reformée le 25 août 1941, au sein du front du Sud. Initialement positionnée sur le Dniepr, elle est ensuite transférée au front du sud-ouest et participe aux opérations de défense du Donbass. Elle prend ensuite part à la seconde bataille de Kharkov puis est encerclée avec la 57e armée dans la poche d'Izioum. 
Elle est dissoute le 10 juin 1942.

### Liste des commandants
- Rodion Malinovski

## Troisième formation

### Historique opérationnel
Reformée le 17 juillet 1942 sur la base de la 6e armée de réserve de la Stavka, elle est affectée au front de Voronej avec lequel elle prend part aux opérations défensives dans la région de Voronej face à l'offensive d'été allemande.
Elle est affectée au front du Sud-Ouest le 19 décembre 1942. 
En janvier 1943 elle prend part à l'offensive d'Ostrogojsk-Rossoch où elle perce la défense des alpini du corps expéditionnaire italien, puis participe aux opérations de libération du Donbass, atteignant presque le Dniepr, avant d'être défaite lors de la troisième bataille de Kharkov.
Le 20 octobre 1943, elle est affectée au troisième front ukrainien.
En juin 1944 les troupes sont transférées aux 37e, 46e armées et son état major et versé aux réserves de la Stavka.

### Liste des commandants
- Lieutenant-général Filipp Golikov (28/09/1939 - juillet 1940)
- Lieutenant-général Ivan Mouzytchenko (26/07/1940 - 10/08/1941) (capturé)
- Général de division, lieutenant-général Rodion Malinovski (25/08/1941 - 24/12/1941)
- Général de division, Lieutenant-général Auxentios Gorodnianski (25/01/1942 - 27/05/1942) (décédé le 27/05/1942)
- Général de division, lieutenant-général Fiodor Kharitonov (08/07/1942 - 20/05/1943) (décédé le 28/05/1943)
- Lieutenant-général Ivan Chlemine (en) (21/05/1943 - 28/05/1944)
- Colonel général Viatcheslav Tsvetaïev (12 septembre 1944 - 28 septembre 1944)
- Général de division Fyodor Kulishev (29/09/1944 - 12/06/1944)
- Lieutenant-général Vladimir Glouzdovski (12/07/1944 - 05/09/1945)

## Quatrième formation

### Historique opérationnel
Elle est reformée en décembre 1944 à partir de troupes provenant de la 3e armée de la garde et de la 46e au sein du 1er front d'Ukraine